# 謝爾蓋·沃羅諾夫
謝爾蓋·沃羅諾夫（俄语：Серге́й Евгеньевич Воронов；1987年—）是一位俄羅斯花樣滑冰運動員。他曾經兩次在歐洲花樣滑冰錦標賽上獲得獎牌，分別是2014年的銀牌和2015年的銅牌。他也在2008年和2009年兩次獲得俄羅斯全國冠軍。他從1991年就開始從事花樣滑冰運動。